# QLine
Die Straßenbahn Detroit ist eine Straßenbahn in der Großstadt Detroit im US-Bundesstaat Michigan und trägt den Markennamen QLine (Eigenschreibweise QLINE). Sie besteht aus einer Linie, die in der Innenstadt beginnt und entlang der Hauptausfallstraße M-1 verläuft, der in den Großraum Detroit führenden Woodward Avenue.
Die Straßenbahn wurde vom Michigan Department of Transportation (MDOT) als Woodward Avenue Streetcar bezeichnet. Entwickelt wurde sie als öffentlich-private Partnerschaft. Die Eröffnung fand am 12. Mai 2017 statt. Den Betrieb führt die Eigentümergemeinschaft M-1 Rail durch. Fahrgäste werden kostenlos befördert und benötigen keinen Fahrschein.

## Geschichte

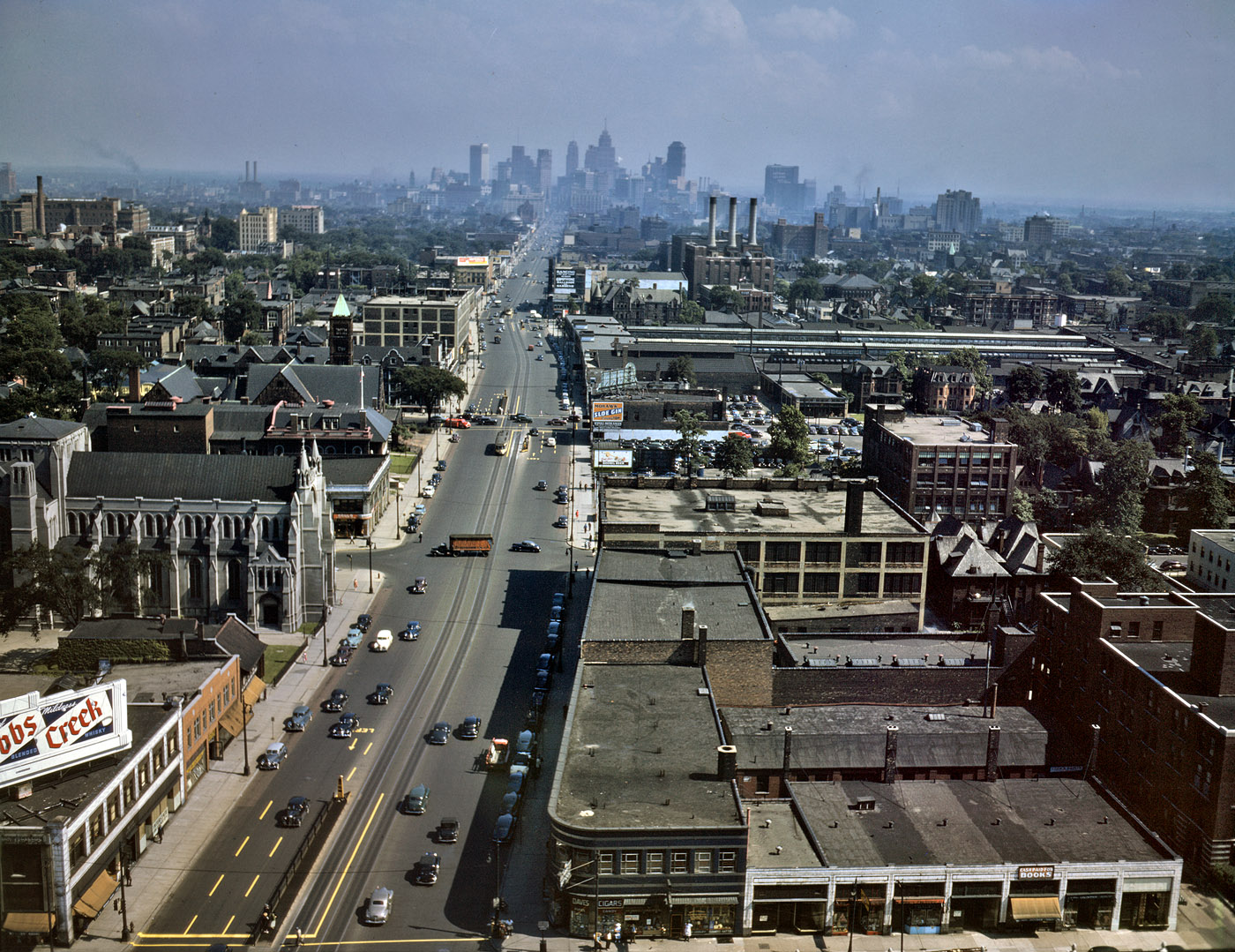
Woodward Avenue mit Straßenbahngleisen, 1942.

### Straßenbahn der ersten Generation 1863 bis 1956
Die erste Straßenbahn in Detroit wurde 1863 mit Pferdewagen eröffnet, welche 1886 elektrifiziert wurden. Diese Straßenbahn wurde von der privaten Firma Detroit United Railway betrieben. Sie hatte wechselnde Eigentümer und wurde 1922 vom Department of Street Railways übernommen. Detroits Bürgermeister Hazen S. Pingree hatte viele Jahre dafür geworben, dass die Stadt den Betrieb übernimmt. Da die privaten Betreiber erwarteten, dass ihr Unternehmen verstaatlicht würde, fuhren sie die Investitionen in ihr Netz herunter. Das bedeutete, dass Detroit ein Fass ohne Boden bekam, als sie die Straßenbahn übernahm. Dieses und die Tatsache, dass das Department für Straßenbahnen ab 1925 Busse einsetzte, führte zur Einstellung des Straßenbahnbetriebs 1956.

### Bürgerstraßenbahn 1976 bis 2003
Eine mit historischem Material als „Detroit Citizens’ Railway“ durch das städtische Verkehrsamt Detroit Department of Transportation betriebene Straßenbahn bestand von 1976 bis 2003. Sie sollte anlässlich der Zweihundertjahrfeier der Gründung der Vereinigten Staaten zur Belebung eines kleinen Teils der westlichen Innenstadt beitragen. Die Strecke auf 900-mm-Schmalspur wurde 1976 auf 1,1 km eröffnet und 1980 um 0,5 km verlängert. Die Fahrgastzahlen sanken von 75000 im Jahr 1979 auf 3350 im Jahr 1988, während mehr und mehr der neun gebraucht gekauften Fahrzeuge defekt ausfielen. Im Jahr 2001 pendelte ein Einzelwagen im Stundentakt. Im Jahr 2004 wurde die Remise abgerissen.

### Planungen für Straßenbahn der zweiten Generation
Planungen zur Wiedereinführung eines schnellen öffentlichen Verkehrsmittels begannen 2006, als das Detroit Department of Transportation (DDOT) eine Studie für ein Massentransportmittel entlang der Woodward Avenue erarbeitete.
Parallel dazu entschied sich eine Gruppe von Busunternehmern dazu, der Regierung einen 125-Millionen-Dollar-Fonds zur Verfügung zu stellen, um eine 4,8 Kilometer lange Straßenbahnlinie in Detroit zu bauen, ähnlich der Straßenbahn in Tacoma. Nach Verhandlungen zwischen den privaten Investoren und dem DDOT entschieden sich beide Gruppen, an DDOTs 15 Kilometer langer Straßenbahnlinie zu arbeiten.
Die vorgeschlagene Linie hätte entlang der Woodward Avenue vom Rosa Parks Transit Center zu den alten State Fairgrounds geführt. Die Linie hätte 19 Haltestellen gehabt; es wären zehn Straßenbahnen in Doppeltraktion eingesetzt worden, die eine Kapazität von 150 Personen gehabt hätten. Für die längsten Teil der Strecke hätte die Linie eigene Spuren entsprechend einem besonderen Bahnkörper besessen. Die nicht genehmigte 15 km lange Linie hätte sieben zusätzliche Haltestellen nördlich des Grand Boulevard bedienen sollen, an dem die QLine heute endet.
Die kalkulierten Kosten lagen bei 500 Millionen US-Dollar. Davon kamen 35 Millionen Dollar von der Kresge Foundation der Kmart-Eigentümer (2009), 25 Millionen und weitere 12,2 Millionen Dollar vom Verkehrsministerium der Vereinigten Staaten (2010 und 2014) und 125 Millionen über Kommunalanleihen der Stadt Detroit (2011) herein. Insgesamt wurden 187,3 Millionen Dollar als Spenden durch Institutionen und Anlieger, durch Stiftungen und an Fördermitteln eingeworben.
Am 31. August 2011 gab das Verkehrsministerium die Genehmigung für das Projekt, zog sie aber im Dezember 2011 zurück, um stattdessen ein (letztlich gescheitertes) Schnellbussystem voranzutreiben, das den Großraum Detroit bedienen sollte. Dies ergab sich aus Gesprächen zwischen Verkehrsminister Ray LaHood, Detroits Bürgermeister Dave Bing und dem Gouverneur Rick Snyder.
Die privaten Investoren Kresge Foundation und Penske Corporation, die ursprünglich für die kürzere 4,8 km lange M-1 Rail Line zum New Center waren, gaben daraufhin bekannt, ihr Projekt ohne Gewinnerzielungsabsicht als M-1 Rail Consortium fortführen zu wollen. Vorsitzender des Board of Directors der Eigentümergemeinschaft ist Roger Penske.

### Bau der zweiten Straßenbahn

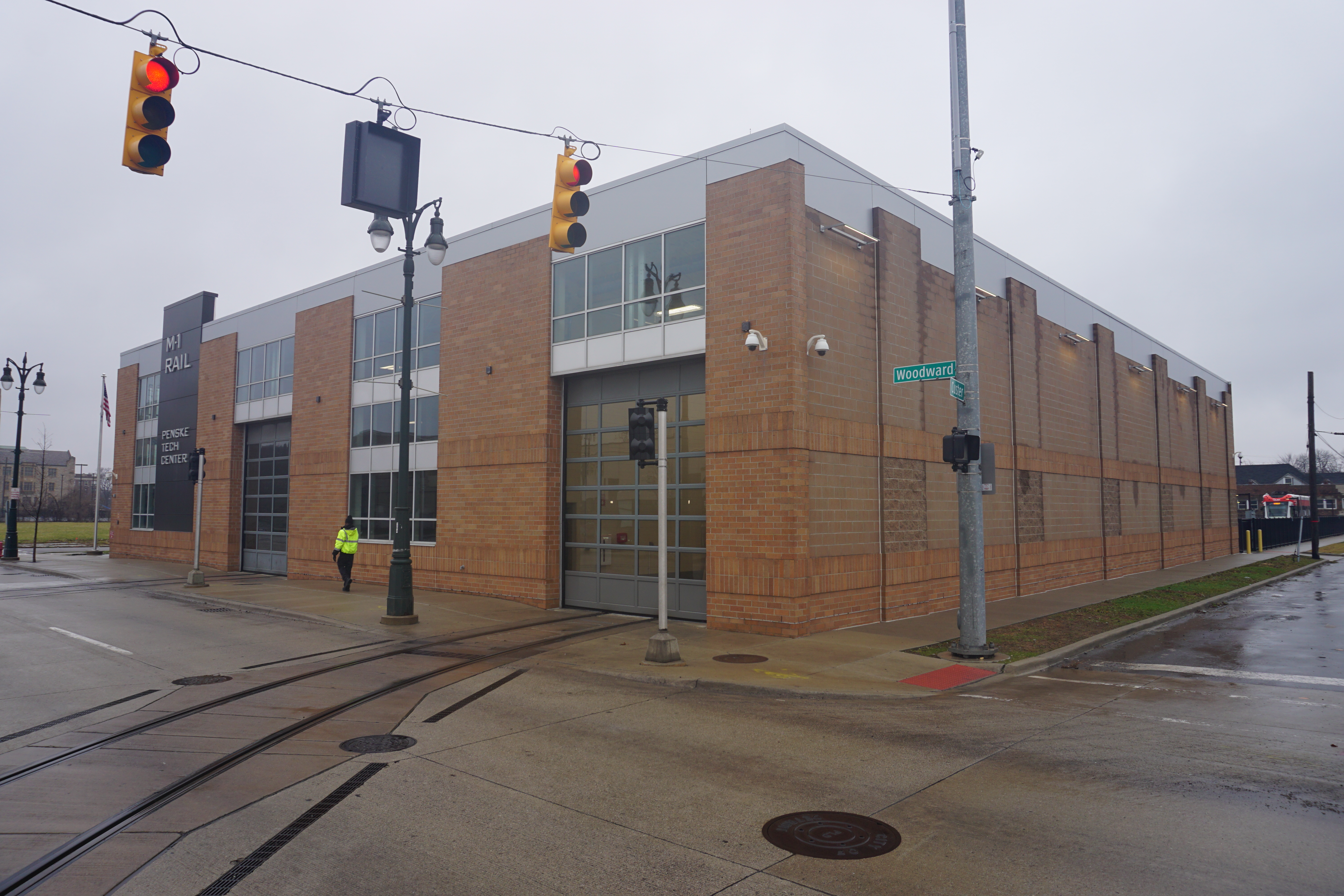
Betriebszentrale „Penske Tech Center“

Am 22. April 2013 erhielt das Projekt die endgültige Genehmigung von der Bundesregierung. Die Vorbereitungen für den Bau begannen am 20. Dezember 2013 durch M-1 Rail entlang der Woodward Avenue. Die Firma Stacy & Witbeck wurde am 31. Juli 2013 mit dem Bau beauftragt. Technische Beratung leistete Parsons Brinckerhoff.
Offizieller Baustart war am 28. Juli 2014. Zu dieser Zeit wurde die Inbetriebnahme für Ende 2016 erwartet. Im August 2015 gab M-1 Rail bekannt, dass sich die Eröffnung der Straßenbahn bis 2017 verzögern werde, vor allem wegen neuer Sicherheitsstandards und Verzögerung bei der Lieferung der Straßenbahnen. Die Baukosten beliefen sich am Ende auf 144 Millionen Dollar, die darüber hinaus vorhandenen Mittel sollten den Betrieb ein Jahrzehnt lang gewährleisten.
Die Strecke verläuft durchgehend zweigleisig, aber überwiegend in der jeweiligen Fahrtrichtung in Seitenlage am Bordsteinrand und nur abschnittweise in der Straßenmitte. Beide Endstationen sind eingleisig. Gut 60 % der Strecke haben keine Oberleitung, in diesen Abschnitten werden die Straßenbahnen von Lithium-Ionen-Akkumulatoren gespeist.
Auch der Betriebshof kommt gänzlich ohne Oberleitung aus. Er wurde in der Nähe der Woodward Avenue, zwischen der Bethune Street, der Custer Street und dem Grand Boulevard errichtet. Die Fassade der Betriebszentrale wurde mit Ziegeln verblendet und Abstellgleise und Betriebseinrichtungen im hinteren Teil des Grundstücks angeordnet, um sie in die historische Umgebung einzufügen. Die Betriebszentrale wurde für 6,9 Millionen US-Dollar von Stantec als Generalunternehmer errichtet, im Mai 2016 fertiggestellt und im Mai 2017 eröffnet.

### Betrieb als QLine
| \| \| \| Betriebswerk und Zugdepot \| \| \| \| Grand Boulevard \| \| \| \| Baltimore Street Übergang \| \| \| \| Amsterdam Street \| \| \| \| Ferry Street \| \| \| \| Warren Avenue \| \| \| \| Canfield Street \| \| \| \| Mack Avenue \| \| \| \| Adelaide Street \| \| \| \| Montcalm Street \| \| \| \| Grand Circus Park Übergang \| \| \| \| Campus Martius \| \| \| \| Congress Street \| |  |                            |                            |
| U-Bahn-Strecke von links · U-Bahn-Betriebs-/Güterbahnhof Streckenende und quer |  | Betriebswerk und Zugdepot  | Betriebswerk und Zugdepot  |
| U-Bahn-Bahnhof |  | Grand Boulevard            | Grand Boulevard            |
| U-Bahn-Bahnhof |  | Baltimore Street Übergang  | Baltimore Street Übergang  |
| U-Bahn-Haltepunkt / Haltestelle |  | Amsterdam Street           | Amsterdam Street           |
| U-Bahn-Haltepunkt / Haltestelle |  | Ferry Street               | Ferry Street               |
| U-Bahn-Haltepunkt / Haltestelle |  | Warren Avenue              | Warren Avenue              |
| U-Bahn-Haltepunkt / Haltestelle |  | Canfield Street            | Canfield Street            |
| U-Bahn-Haltepunkt / Haltestelle |  | Mack Avenue                | Mack Avenue                |
| U-Bahn-Haltepunkt / Haltestelle |  | Adelaide Street            | Adelaide Street            |
| U-Bahn-Haltepunkt / Haltestelle |  | Montcalm Street            | Montcalm Street            |
| U-Bahn-Bahnhof |  | Grand Circus Park Übergang | Grand Circus Park Übergang |
| U-Bahn-Haltepunkt / Haltestelle |  | Campus Martius             | Campus Martius             |
| U-Bahn-Kopfbahnhof Streckenende |  | Congress Street            | Congress Street            |

#### Betrieb 2017 bis 2020
Ein Namenssponsoring durch Quicken Loans und der offizielle Name QLINE wurden im März 2016 verkündet. Anschriften an den Fahrzeugen weisen auf ein Co-Sponsoring durch den Energieversorger DTE Energy hin. Die QLine wurde am 12. Mai 2017 eröffnet. Betrieb und Wartung erfolgten durch die im Bundesstaat Illinois ansässige Transdev North America. In den ersten Wochen konnte die Straßenbahn umsonst benutzt werden, wodurch bis zu 5120 Personen täglich und 50.000 Personen wöchentlich die Linie benutzen. Die Benutzerzahlen fielen auf 3000 Personen pro Tag, als die Benutzung nicht mehr kostenlos war. Im ersten Jahr wurden 1,35 Millionen Fahrgäste befördert, was eine halbe Million weniger waren als vom Betreiber erhofft.
Die Straßenbahn wurde vielfach kritisiert und 2018 als zunehmend unzuverlässig und unattraktiv eingeschätzt. Als real erreichte durchschnittliche Taktzeit wurden vom Eigentümer 19 Minuten genannt, während ein 10-Minuten-Takt angestrebt wurde. Ohne ÖPNV-Bevorrechtigung kamen die Züge besonders vor und nach Großveranstaltungen nur langsam voran und wurden aufgrund der Streckenführung entlang des Straßenrands leicht durch Falschparker aufgehalten. Personalmangel führte zu Fahrtausfällen und Wartezeiten von über einer halben Stunde, wobei die Echtzeit-Fahrgastinformation an den Haltestellen oder in einer App lückenhaft war.
Am 29. März 2020 wurde der Betrieb wegen der COVID-19-Pandemie eingestellt. Die Zusammenarbeit mit Transdev North America wurde nach vier Jahren beendet. Der Betrieb ruhte für 18 Monate.

#### Betrieb seit 2021

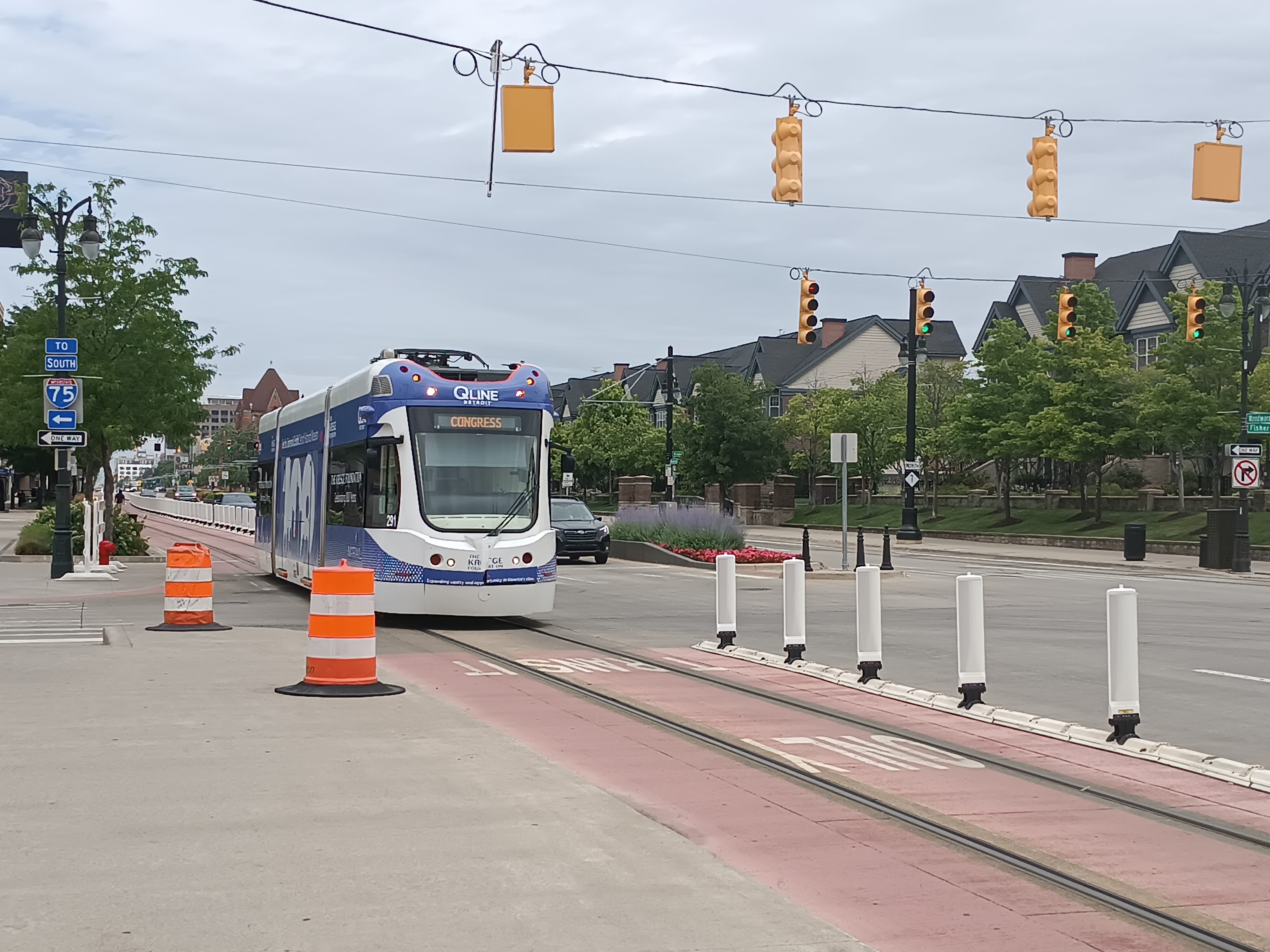
Sonderspur nahe der Little Caesars Arena, Streckenabschnitt ohne Oberleitung (2024)

Am 27. September 2021 nahm die QLine, nun in Eigenregie betrieben durch M-1 Rail, wieder den Verkehr auf. Bereits ab dem 24. September war anlässlich einer Veranstaltung ein abendlicher Vorlaufbetrieb durchgeführt worden, zuvor hatten im Sommer Ausbildungsfahrten stattgefunden. Die Mitfahrt war zunächst bis zum Jahresende 2022 kostenlos. Der Bundesstaat Michigan wies dem Betrieb in den Jahren 2020 bis 2022 je 5 Millionen Dollar zu. Das Jahresbudget belief sich auf 11 Millionen US-Dollar.
Ein neuer ÖPNV-Fahrstreifen im Bereich der Little Caesars Arena ermöglicht zuverlässigeren Takt bei Großveranstaltungen. M-1 Rail bereitet ÖPNV-Bevorrechtigung durch Verlängerung der Grünphasen zugunsten der Straßenbahn an 26 Lichtsignalanlagen vor und beantragte die Erlaubnis, ein eigenes Abschleppfahrzeug einsetzen zu dürfen. Im Winterhalbjahr nach der Wiederaufnahme gab es durchschnittlich 7500 Fahrgäste pro Woche, im folgenden Sommer 2285 Fahrgäste pro Tag mit zunehmender Tendenz.
Der Bundesstaat Michigan beschloss Ende des Jahres 2022, die Straßenbahn bis ins Jahr 2039 aus dem Convention Facility Development Fund zu subventionieren. In dieses Sondervermögen fließen jährlich 100 Millionen Dollar aus einer Ortstaxe auf Hotelübernachtungen und einer Verbrauchsteuer auf alkoholische Getränke. Der Zuschuss für die QLine beträgt 5 Millionen Dollar pro Jahr und sichert den fahrscheinlosen Betrieb.

## Fahrzeuge

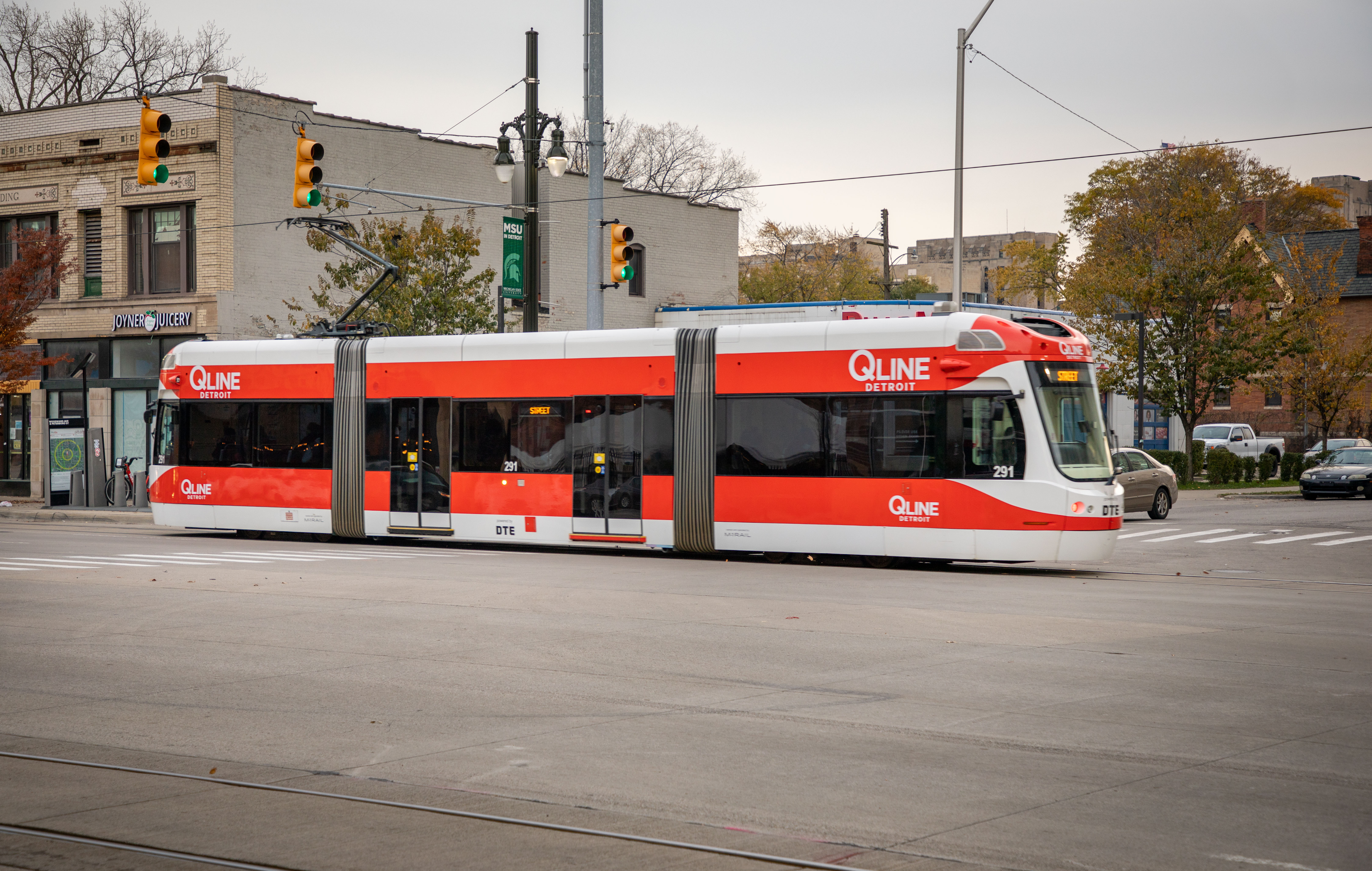
Brookville Liberty Modern Streetcar im QLine-Design

Bei der Ausschreibung wurden Angebote für Niederflurwagen mit Klimaanlage und der Möglichkeit, Rollstühle zu transportieren, erwartet. Die Straßenbahnen sollten Fahrstände an beiden Enden erhalten.
Nachdem ein erster Vertrag scheiterte, vergab M-1 Rail den Vertrag schließlich für 32 Mio $ an die Brookville Equipment Corporation. Der Vertrag umfasste sechs dreiteilige Gelenkwagen des Typs Brookville Liberty Modern Streetcar, die 20,1 m lang und 2,64 m breit sind. Der Niederfluranteil liegt bei 70 % des Fahrgastraums, was bedeutet, dass 30 % des Innenraums über Treppenstufen zu erreichen sind. Die Fahrzeuge haben vier Fahrmotoren mit je 99 kW Leistung sowie Lithium-Ionen Batterien und fahren mit einer Fahrdrahtspannung von 750 Volt.
Die Lieferung der Fahrzeuge begann im September 2016. Das letzte Fahrzeug der alten Detroiter Straßenbahn hatte die Nummer 286, sodass die neuen Fahrzeuge die Nummern 287 bis 292 bekamen.

## Betrieb

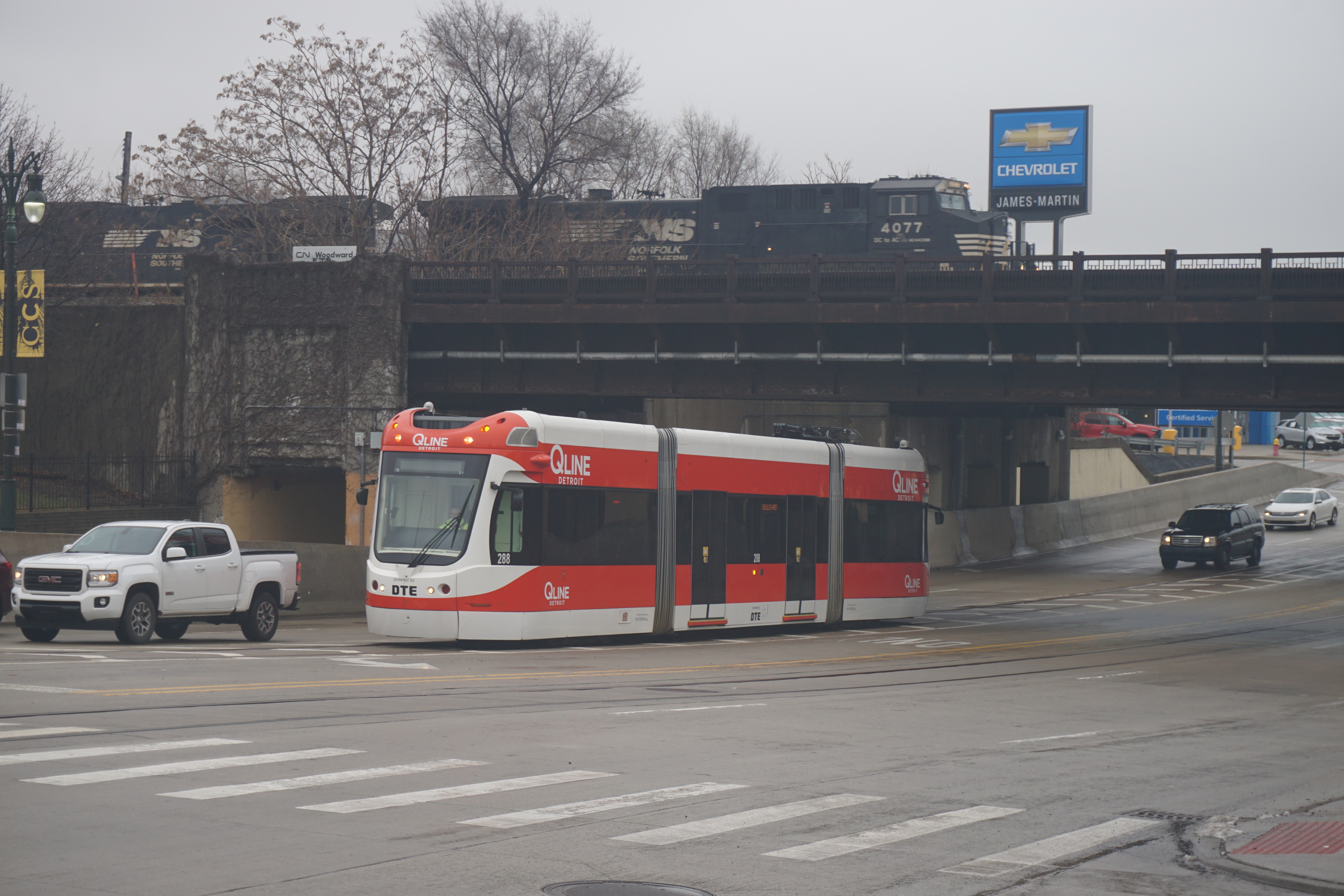
QLine unterquert die Eisenbahnstrecke an der Baltimore Street unweit des Amtrak-Bahnhofs Detroit

### Verkehrszeiten
Von der Eröffnung 2017 bis zur Betriebseinstellung 2020 fuhr die QLine von Montag bis Donnerstag von 6 bis 24 Uhr, freitags von 6 bis 2 Uhr am nächsten Morgen, samstags von 8 bis 2 Uhr am nächsten Morgen und sonntags von 8 bis 23 Uhr.
Ab der Betriebswiederaufnahme Ende September 2021 verkehrte die QLine täglich von 8 bis 20 Uhr, an Freitagen und Samstagen bis 22 Uhr, zu besonderen Anlässen bis Mitternacht. Vorgesehen war ein 15-Minuten-Takt.
Im Jahr 2024 verkehrte die QLine montags bis samstags von 8 bis 24 Uhr und sonntags von 8 bis 21 Uhr.

### Die Namen der Haltestellen
Von Downtown Detroit via Midtown bis New Center, Bezeichnungen vor 2021:
Congress Street, Campus Martius, Grand Circus Park, Montcalm Street, Sproat Street/Adelaide Street, Martin Luther King Boulevard / Mack Avenue, Canfield Street || Midtown, Medical Center, Warren Avenue, Ferry Street, Amsterdam Street, Baltimore Street, Grand Boulevard